# 鉄原警察署
鉄原警察署（チョロンけいさつしょ）は、江原地方警察庁所管の警察署である。

## 管轄区域
- 鉄原郡

## 沿革
- 1954年10月1日 -　開署。
- 1973年1月1日 - 新西面の京畿道漣川郡編入に伴って新西支署を漣川警察署に移管

## 管轄地区隊
- 金化地区隊
- 東松地区隊

## 管轄派出所
- 葛末派出所

## 管轄治安センター
- 近南治安センター
- 紫燈治安センター
- 官田治安センター
- 五徳治安センター